# Реологічні процеси
Реологічні процеси (рос. реологические процессы, англ. rheological processes; нім. rheologische Vorgänge m pl) – природні процеси, пов’язані з текучістю речовини (гірських порід, металів, льоду, ґрунтів). Супроводжуються деформацією первинної структури.